# Plasselb
Plasselb is een gemeente en plaats in het Zwitserse kanton Fribourg, en maakt deel uit van het district Sense.
Plasselb telt 1002 inwoners.